# Aree naturali protette in Ungheria
Le aree naturali protette in Ungheria sono costituite da:
- 10 parchi nazionali;
- 145 riserve naturali;
- 35 aree paesaggistiche protette.

## Parchi nazionali
| Nome del parco nazionale              | Data di costituzione | Area (km²) |
| ------------------------------------- | -------------------- | ---------- |
| Parco nazionale di Hortobágy          | 1973                 | 805,49     |
| Parco nazionale di Kiskunság          | 1975                 | 567,61     |
| Parco nazionale di Bükk               | 1976                 | 402,63     |
| Parco nazionale di Aggtelek           | 1985                 | 198,92     |
| Parco nazionale di Fertő-Hanság       | 1991                 | 235,88     |
| Parco nazionale del Danubio-Drava     | 1996                 | 494,79     |
| Parco nazionale di Körös-Maros        | 1997                 | 501,34     |
| Parco nazionale del Balaton superiore | 1997                 | 569,98     |
| Parco nazionale del Danubio-Ipoly     | 1997                 | 603,14     |
| Parco nazionale di Őrség              | 2002                 | circa 440  |

I parchi nazionali di Aggtelek ed Hortobágy sono anche Patrimoni dell'umanità dell'UNESCO.